# Sala porodowa

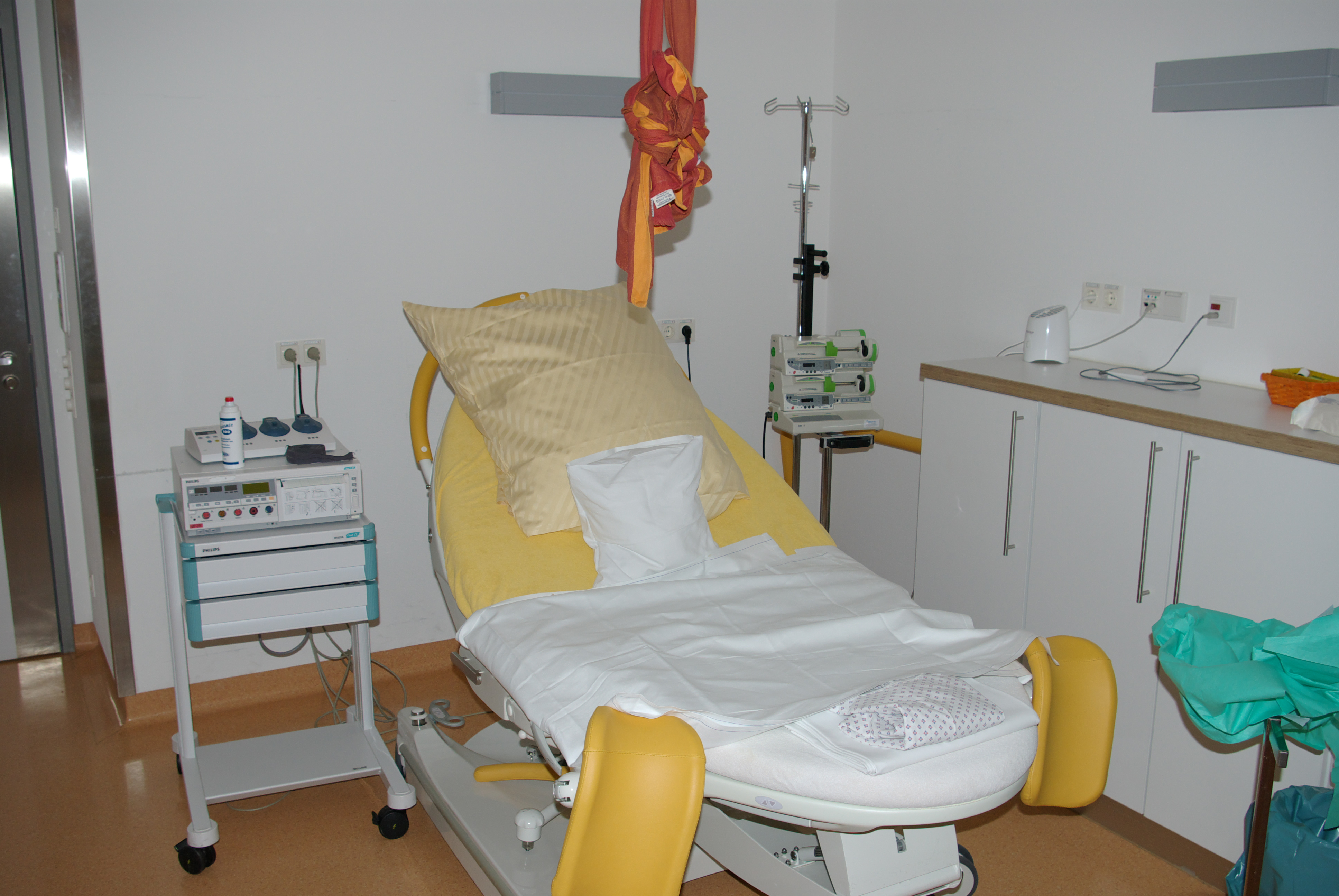
Łóżko porodowe

Sala porodowa – element szpitala położniczego (bądź położniczo-ginekologicznego), w którym prowadzone są porody. Sala porodowa zawiera łóżko porodowe i/lub fotel porodowy, kącik noworodkowy, elementy wspomagające pierwszy okres porodu np.: drabinki, worek sako, wanna z hydromasażem lub prysznic oraz kącik odpoczynkowy, np. dla partnera.